# Kinh tuyến

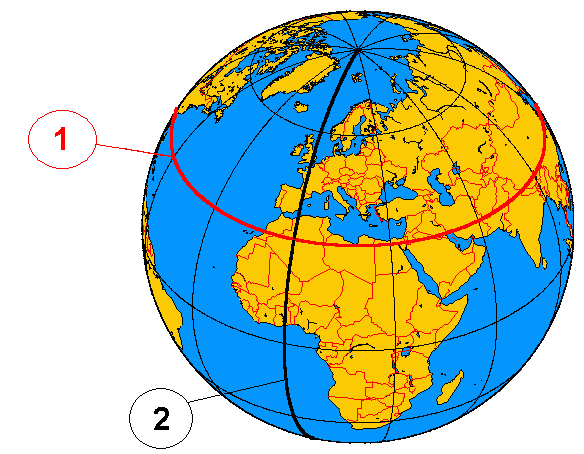
Hệ thống đường kinh tuyến

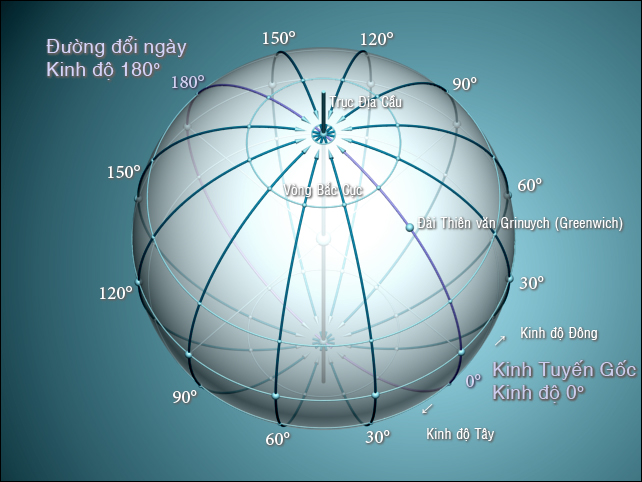
Kinh Tuyến Gốc, Kinh Tuyến 180° [đường đổi ngày], và vị trí Đài thiên văn Greenwich.

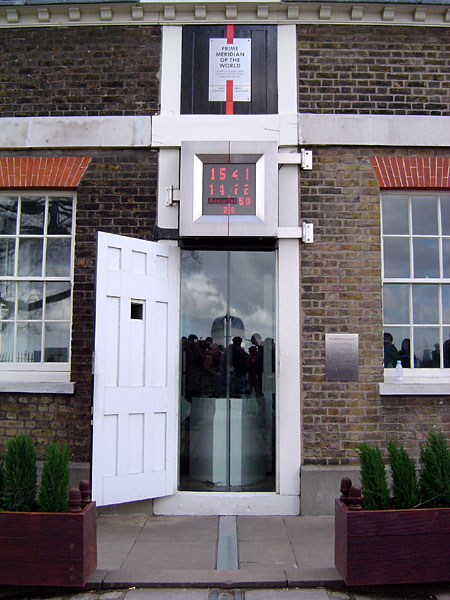
Kinh tuyến gốc chạy qua đài Greenwich

Kinh tuyến là một nửa đường tròn trên bề mặt Trái Đất, nối liền hai Địa cực, có độ dài khoảng 20.000 km, chỉ hướng bắc-nam và cắt thẳng góc với đường xích đạo. Mặt phẳng của kinh tuyến 0° (chạy qua đài quan sát thiên văn tại Greenwich thuộc Luân Đôn) và kinh tuyến 180°, chia Trái Đất ra làm hai bán cầu – Bán cầu đông và Bán cầu tây.
Các kinh tuyến nối liền các cực từ là các kinh tuyến từ, những kinh tuyến nối liền các Địa cực thì gọi là các kinh tuyến địa lý, còn các đường kinh tuyến vẽ trên bản đồ – là các kinh tuyến họa đồ. Kinh tuyến này còn được gọi là kinh tuyến địa lý, để phân biệt với kinh tuyến địa từ là giao tuyến giữa bề mặt Trái Đất và mặt phẳng đi qua đường thẳng nối các cực địa từ Bắc và Nam. 
Kinh tuyến gốc 0 độ đi qua đài thiên văn Greenwich ở ngoại ô thủ đô Luân Đôn nước Anh. Có 360 kinh tuyến, người ta dựa vào kinh tuyến để chia Trái Đất thành 12 múi giờ.